# Goryphus makassarensis
Goryphus makassarensis är en stekelart som först beskrevs av Cheesman 1932.  Goryphus makassarensis ingår i släktet Goryphus och familjen brokparasitsteklar. Inga underarter finns listade i Catalogue of Life.